# Bernhard Ludolph Kanne
Bernhard Ludolph Kanne (* 24. August 1588 in Horn; † 19. März 1660 in Klöden) aus dem Adelsgeschlecht derer von Kanne war kursächsischer Kammerjunker und Besitzer der Rittergüter Klöden und Löwendorf (Marienmünster).

## Leben
Er war der Sohn des Horner Amtshauptmanns Arnolt Kanne und wurde 1588 im dortigen Amtshaus geboren. Sein Vater zog 1596 nach Kursachsen, um das in Familienbesitz befindliche Rittergut Klöden zu bewirtschaften. Dort starb er 1603, als sein Sohn Bernhard Ludolph Kanne gerade einmal 15 Jahre alt war. Er übernahm die Hauswirtschaftsführung auf Klöden und heiratete 1610 in Lemgo Elisabeth von Wulffen, die Tochter des schaumburgischen Amtshauptmanns Carl von Wulffen aus Stadthagen. Aus dieser Ehe gingen sechs Söhne und eine Tochter hervor, darunter Christian Ernst Kanne (* 1617 in Klöden), kursächsischer Kammerherr, Hofmarschall und Amtshauptmann der Ämter Schweinitz, Schlieben und Seyda, Raban (* 1628) und Moritz (* 1635).
1620 wurde Kanne Kammerjunker von Johann Georg I. (Sachsen). Dieses Amt übte er sechs Jahre aus. Er verließ auf eigene Bitte den Dresdner Hof und kehrte auf Dauer auf sein Gut Klöden zurück. Dort erlebte er die Wirren des Dreißigjährigen Krieges. Der Kurfürst betraute Kanne später mit mehreren Sonderaufgaben, so 1632 die sogenannte Kriegs-Kommission wegen der Kurstadt Wittenberg und des Kurkreises. Für seine geleisteten Hof- und Kriegsdienste wurde ihm während der Anwesenheit des Kurfürsten Johann Georg I. auf der Schloss Lichtenburg 1651 das im Dreißigjährigen Krieg wüst gefallene Dorf Gentha im Amt Seyda verliehen.